# ADG Brasil
A Associação dos Designers Gráficos (ADG Brasil) é uma associação dos designers gráficos brasileiros e congrega designers gráficos que exercem a profissão no Brasil, visando a difusão da profissão no mercado e ao desenvolvimento do design e de seus profissionais. Fundada em 1989, tem como objetivos a divulgação e a valorização do design gráfico brasileiro. Atua como um canal entre profissionais, fornecedores, empresários e público em geral Procura afirmar a identidade da profissão, contribuindo para o desenvolvimento social, cultural e econômico do país.
Entre seus projetos, está a realização da Bienal Brasileira de Design Gráfico, apresentando o que há de excelência na produção gráfica brasileira no período.

## Catálogos e Livros
Os catálogos, em versão impressa e online, reúnem projetos escolhidos por júris nacionais e internacionais. São alguns:
- Catálogo da 10ª Bienal Brasileira de Design Gráfico - Projetos de 2009 a 2012 (2014, Ed. Blucher)[4]
- Catálogo da 11ª Bienal Brasileira de Design Gráfico - Projetos de 2012 a 2014 (2015, Ed. Blucher)[5]
- Catálogo da 12ª Bienal Brasileira de Design Gráfico - Projetos de 2015 a 2016 (2017, Ed. Blucher)[6]
- Anatomia do Design - ADG Brasil e Cecília Consolo (2009, Ed. Blucher)[7]
- O Valor do Design - Guia ADG Brasil de Prática Profissional do Desginer Gráfico - ADG Brasil e SENAC SP (2010, Ed. SENAC)[8]
- ABC da ADG - ADG Brasil e Lara Vollmer (Organizadora) (2012, Ed. Blucher)[9]